# Сонцестояння (фільм)
«Сонцестояння» (англ. Midsommar) — фольклорний фільм жахів 2019 року. Написав сценарій та зняв стрічку Арі Астер. У головних ролях — Флоренс П'ю, Джек Рейнор, Вільям Джексон Гарпер, Вільгельм Бломгренм та Вілл Поултер. Стрічка розповідає про групу друзів, які їдуть до Швеції на фестиваль, який відбувається раз на дев'яносто років. Там вони опиняються в лапах язичницького культу, що шукає людей для жертвопринесення.
Стрічка є копродукцією США та Швеції, фільм спочатку був поданий як простий фільм-слешер про шведських культистів. Астер розробив сценарій, використовуючи елементи первісної концепції, але загострив відносини центрального конфлікту після того, як пережив важкий особистий розрив. Фільм був знятий влітку і восени 2018 року в Будапешті, Угорщина.
Прем'єра «Сонцестояння» відбулась в мультиплексі «ArcLight Hollywood» в Лос-Анджелесі до того, як почали показувати в кінотеатрах США з 3 липня 2019 року компанією A24 та у Швеції з 10 липня 2019 року компанією Nordisk Film. Фільм отримав схвальні відгуки від критиків, які відзначили режисерську роботу Астера та акторську майстерність П'ю.

## Сюжет
Студентка коледжу Дані Ардор емоційно страждає після того, як її сестра вбила їхніх батьків і покінчила з собою. Цей випадок додатково напружує відносини Дані з її незворушним хлопцем, Крістіаном Г'юзомом, аспірантом-антропологом.
Наступного літа Дані дізнається, що Крістіан і його друзі, Марк і Джош, запрошені їхнім шведським другом, Пелле, взяти участь у святі з нагоди сонцестояння в рідній для нього комуні в Швеції. Між Дані та Крістіаном виникає суперечка через те, що він не розповів про майбутню подорож, але хлопець ніяково запрошує її приєднатися до них. У комуні компанія зустрічає Саймона та Конні, англійську пару, запрошену братом Пелле Інгемаром. Він пропонує псилоцибін, і під впливом препарату у Дані виникають галюцинації її мертвої сестри.
Напруга зростає після того, як група спостерігає за ритуалом еттеступа, в якому обоє старійшин комуни здійснюють самогубство, стрибаючи з вершини скелі на священний камінь. Коли один старий виживає після падіння, культисти імітують його голоси агонії і розтрощують череп молотком. Сцена стривожує групу, але вони вирішують залишитися, не тільки через наказ Пелле, але й тому, що це місце є предметом дисертації Джоша. Саймон і Конні вирішують піти, але Конні зникає після того, як їй сказали, що Саймон поїхав на залізничну станцію без неї.
Між Крістіаном і Джошем відбувається розкол. Джош намагається отримати більше інформації про стародавні магічні практики комуни, а саме рунічні малюнки, зроблених знівеченим членом комуни, якого там вважають оракулом. Марк мимоволі мочиться на священне дерево, чим пробуджує лють культу, водночас його спокушає жінка, прихильниця язичницького вірування. Вночі Джош пробирається в храм, щоб сфотографувати тамтешній священний рунічний текст. Він відволікається на частково оголеного чоловіка з шкіряним обличчям Марка й отримує по голові гігантським молотком, перш ніж його тіло витягнули з храму.
Наступного дня Дані примушують прийняти більше психоделіків і взяти участь у змаганнях з танцю. Вона виграє і коронується «Королевою травня». Водночас Крістіан, який перебуває під дією наркотиків, бере участь у ритуалі, в якому він запліднює Маю в будинку, а інші жінки дивляться. Викривши свого хлопця і Маю, Дані переживає панічний напад, і кілька жінок починають волати разом з нею. Незабаром після цього дезорієнтований Крістіан виявляє поховану ногу Джоша і знаходить Саймона, який був ритуально розчленований як кривавий орел. Потім Крістіана паралізує старий.
Культист пояснює, що після завершення ритуалу потрібно запропонувати дев'ять людських жертв. Перші чотири жертви — сторонні люди — Джош, Марк, Конні і Саймон, яких заманили Пелле й Інгемар. Наступні чотири жертви — члени культу — два загиблих старця, Інгемар та інший селянин. Дані, як травнева королева, повинна вибрати дев'яту і останню жертву, яка повинна бути сторонньою людиною або селянином. У розпачі вона обирає Крістіана. Паралізованого Крістіана запихають у випатраного ведмедя і розміщують у храмі поруч з ритуально підготовленими трупами інших жертв. Коли храм підпалюють, культисти починають святкування завершення свого ритуалу. Дані спочатку ридає від жаху, але поступово починає посміхатися.

## У ролях
| Актор                 | Роль          |
| --------------------- | ------------- |
| Флоренс П'ю           | Дані Ардор    |
| Джек Рейнор           | Крістіан Г'юз |
| Вільям Джексон Гарпер | Джош          |
| Вілл Поултер          | Марк          |
| Вільгельм Бломгрен    | Пелле         |
| Еллора Торчія         | Конні         |
| Арчі Мадекве          | Саймон        |
| Бйорн Андресен        | Ден           |
| Анна Острем           | Карін         |
| Юлія Рагнарссон       | Інга          |
| Матс Бломгрен         | Одд           |
| Томас Енгстрем        | Ярл           |
| Гуннел Фред           | Сів           |
| Ізабелль Грілл        | Мая           |
| Гампус Голлберг       | Інгемар       |
| Анкі Ларссон          | Ірма          |

## Виробництво
У травні 2018 року було оголошено, що Арі Астер буде сценаристом і режисером фільму, а продюсером став Ларс Кнудсен. Шведська компанія B-Reel Films займеться просуванням разом із Square Peg, дистриб'юторам стала компанія A24. За словами Астера, до нього звернулися очільники A24, щоб керувати виробництвом слешера в Швеції — ідея, яку він спочатку відкинув, вважаючи, що «не має можливості потрапити в сюжет». Зрештою Астер розробив сюжет, в якому два центральних персонажів відчувають напруженість у відносинах, яка межує з розривом, і написав сценарій навколо цієї теми. Він описав результат як «стрічка про розрив, одягнена у вбрання фольклорного фільму жахів».
У липні 2018 року до акторського складу приєдналися Флоренс П'ю, Джек Рейнор, Вілл Поултер, Вільгем Бломгрен, Вільям Джексон Гарпер, Еллора Торчія та Арчі Мадекве. Знімання розпочали 30 липня 2018 року в Будапешті, Угорщина, і завершили у жовтні 2018 року.

## Випуск
18 червня 2019 року в Нью-Йорку в кінотеатрі «Alamo Drafthouse Cinema» був попередній показ «Сонцестояння». Прем'єра в кінотеатрах США відбулась 3 липня 2019 року, а у Великій Британії — 5 липня 2019 року. Він вийшов у Швеції 10 липня 2019 року.

## Сприйняття

### Касові збори
Станом на 26 липня 2019 фільм зібрав $23,8 мільйона у США та Канаді та $4,8 мільйона на інших територіях, загальні збори склали $ 28,5 мільйона.
У Сполучених Штатах і Канаді планувалося зібрати $ 8-10 мільйонів з показів у 2 707 кінотеатрах протягом перших п'яти днів. Фільм заробив $3 мільйони у перші дні, зокрема $1,1 мільйон у нічний попередній показ з вівторка, який «Deadline Hollywood» назвав «розгромним стартом». Він дебютував з $10,9 мільйона, посівши шосте місце по касовим зборам; на сайті IndieWire зазначалося, що фільм — «просто достойний» з огляду на його високий однозначний бюджет, але фільм, найімовірніше, знайде успіх у домашніх медіа. У другий вихідний фільм опустився на 44 % до $3,7 мільйона, забезпечивши восьме місце.

### Критика
На сайті Rotten Tomatoes рейтинг фільму становить 83 % схвалення на основі 292 відгуків, середня оцінка 7,48/10. Критичний консенсус на вебсайті зазначає: «Амбітний, вражаючий і, перш за все, неспокійний, „Сонцестояння“ надалі доводить, що режисер-сценарист Арі Астер є автором жахів, з яким слід рахуватися». На Metacritic фільм має середньозважену оцінку 73 з 100 на основі 53 відгуків критиків, що вказує на «загалом схвальні відгуки». Глядачі, опитані CinemaScore, дали оцінку «C +» за шкалою від A до F, тоді як користувачі PostTrak оцінили в середньому 3 з 5 зірок і 50 % «точно рекомендую».
Джон Дефор з «The Hollywood Reporter» описав фільм як «жахливий відповідник присудженого долею весілля» і «більш тривожним, ніж страшним, [але] все-таки це подорож, на яку варто згодитися». Ендрю Баркер для «Variety» зазначив, що це «ні шедевр, ні катастрофа, як намагаються стверджувати найгаласливіші глядачі. Швидше, це чудово дивна, тематично заплутана цікавинка від талановитого режисера, який дозволяє своїм амбіціям випереджати їхнє виконання». Девід Едельштейн з «Vulture» похвалив акторську гру П'ю як «дивно яскраву» і відзначив, що «„Сонцестояння“ Астера розвивається радше як опера (Вагнер, а не Пуччіні), ніж страшна картина», але прийшов до висновку, що фільм не поганий через свої двоїсті тематичні імпульси. Це притча про релігійне пробудження жінки — це також фантазія жінки про помсту людині, яка не відповідає її емоційним потребам — це також мазохістська фантазія чоловіка-режисера про деградацію в руках матріархального культу».
Ерік Кон з «IndieWire» узагальнив про фільм як «збочений фільм про розрив», додавши, що «Астер не завжди влаштовує великі несподіванки, але він відмінно вміє крутити ножа. Після дефлорації, що робить стрічку „Дияволи“ Кена Рассела скромною, Астер знаходить свій шлях до вражаючої перевірки на міцність». Джошуа Роткопф з «Time Out» присудив фільму рейтинг 5/5 зірок, написавши: «Дикий, але розвинений зразок шведського фольклорного жаху, галюцинаторне продовження „Спадковості“ Арі Астера не залишає йому як режисеру жахів рівних».
Для «The A.V. Club» А. А. Дауд заявив, що фільм «конкурує із „Реінкарнацією“ у частині жорстокого шоку», і оцінив його «Сильним B +». Написавши для «Inverse», Ерік Франциско прокоментував, що привабливість фільму зумовлена сумнівами в реальності подій і «Чи то комуна, чи то її власний хлопець, Дані ніколи не знає, кому довіряти, оскільки вона поступово втрачає довіру до себе». Річард Броуді з «The New Yorker» сказав, що «предметом «Сонцестояння» є абсурдність і тупість припинення моральних оцінок щодо інших культур в ім’я цікавості, поваги чи релятивізму». Астер показує в своєму фільмі як неупередженість чужинця сприяє його співучасті в злі.